# Intercity

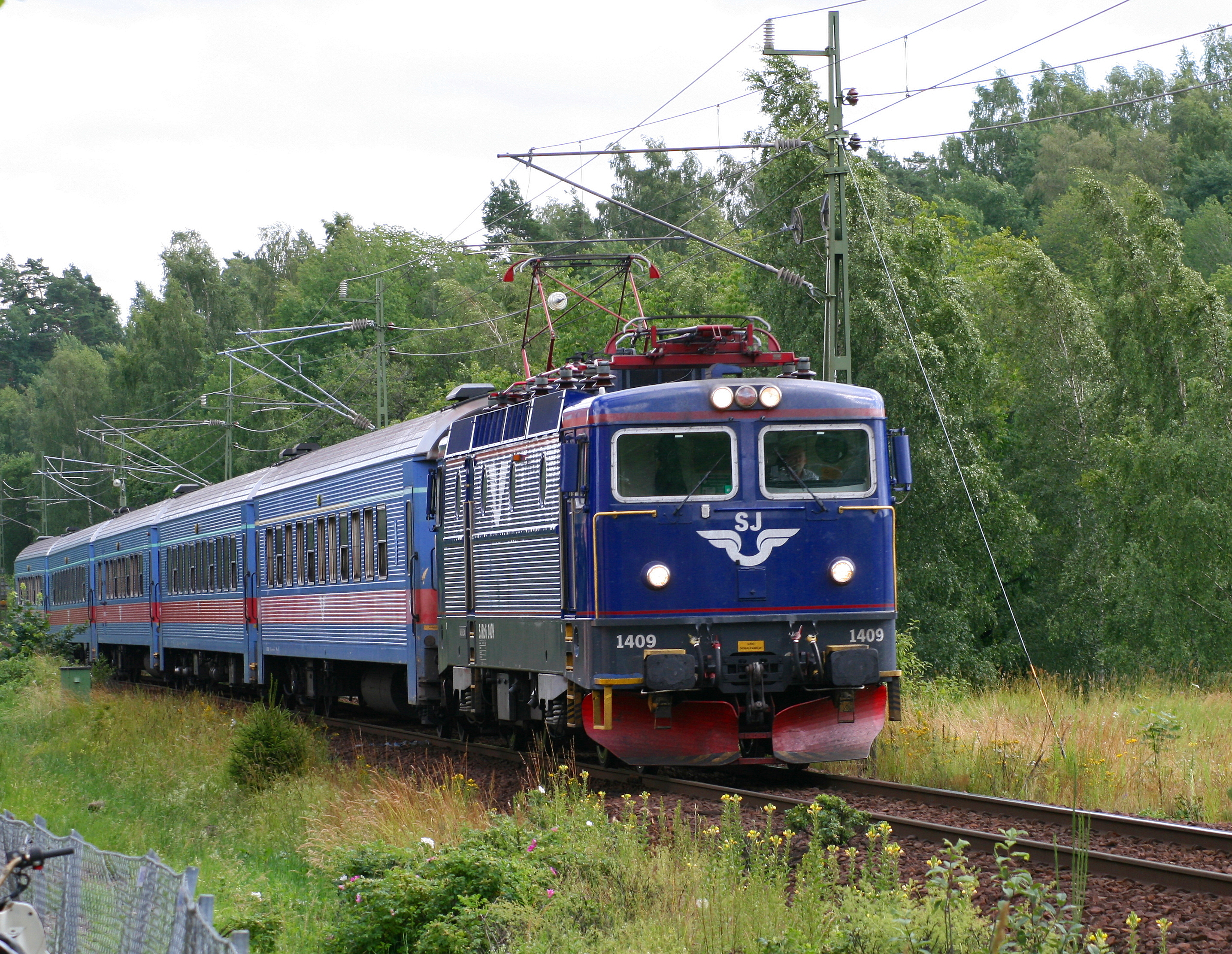
Ein InterCity-Wagenzug in Schweden

Intercity, auch InterCity (Kurzform: IC), ist eine international verwendete Bezeichnung für eine Zuggattung. Der Begriff wird in vielen europäischen Ländern für zumeist nationale Qualitätszüge mit komfortablem Wagenmaterial, längerem Laufweg, hohen Reisegeschwindigkeiten und gegenüber anderen Zügen wenigen Zwischenhalten verwendet. In einigen Ländern ist der IC zuschlagpflichtig. In vielen Ländern wird mit dem Begriff Intercity auch eine Systematisierung des Fernzugangebots assoziiert, insbesondere feste Linien und Taktfahrplan.
Als Vorläufer und internationale Variante des Intercitys können die 1957 eingeführten Trans-Europ-Express-Züge (TEE) angesehen werden. Im internationalen innereuropäischen Verkehr werden seit Mai 1987 die meisten Fernverkehrszüge als EuroCity (EC) bezeichnet.
Im Folgenden werden die Intercity-Systeme einiger Länder geschildert.

## Beispiele

### Belgien

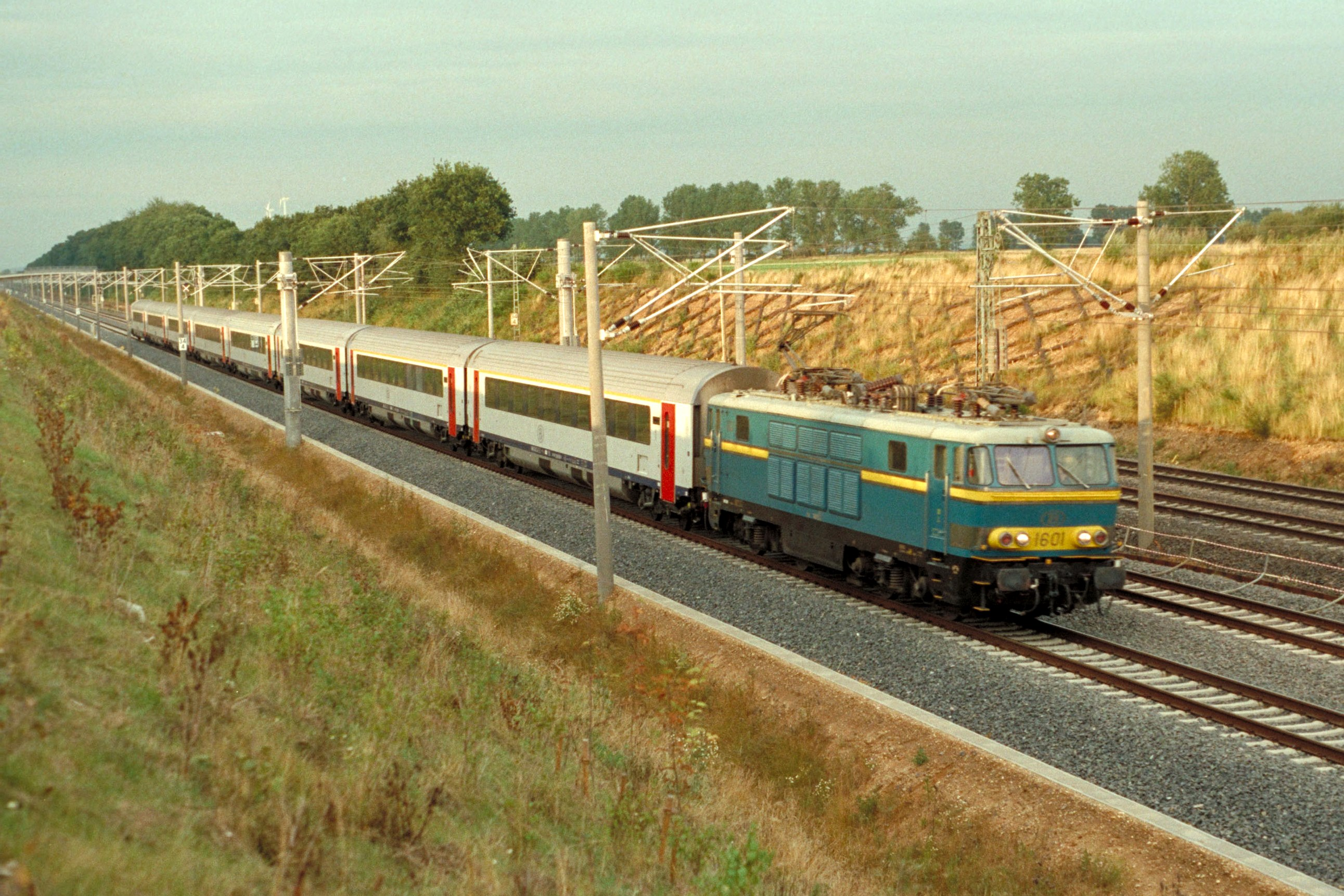
Belgische 1601 mit zweistündlichen Zug Köln – Oostende kurz vor Düren, Juli 2002. In Deutschland als Schnellzug geführt, in Belgien seit 1984 als Intercity.

In Belgien waren bereits in den 1960er und 1970er Jahren deutliche Ansätze zur Vertaktung des nationalen Fernverkehrs und zur Bedienung in klar getrennten Linien wahrzunehmen, allerdings nicht ganz so stark ausgeprägt wie in den benachbarten Niederlanden. So führte die Nationale Gesellschaft der Belgischen Eisenbahnen dann auch erst 1984 ihr neues Konzept ein, das nahezu den gesamten Personennah- und Fernverkehr in vertaktete Linien strukturierte. Die schnellste der neuen Zugarten erhielt hierbei den europaweit bereits bekannten Namen Intercity.

„Ein völlig neues System von Zugverbindungen haben die Belgischen Eisenbahnen jetzt mit dem Fahrplanwechsel eingeführt, auf das die Buslinien des Flächenverkehrs optimal abgestimmt wurden. Das Hauptnetz besteht aus 13 Intercity-Verbindungen (IC), die ebenso wie weitere 16 Interregionale Verbindungen (IR) im Stundentakt befahren werden. Die Intercity-Züge verkehren zwischen den großen Städten, die IR-Züge verbinden die Mittelstädte mit den Wirtschaftszentren des Landes.“

Mit dem Fahrplanwechsel im Dezember 2014 wurden die meisten belgischen Interregio-Züge zu Intercitys umgewandelt, das heutige Konzept hat jedoch weiterhin noch große Ähnlichkeit mit dem von 1984.

### Dänemark

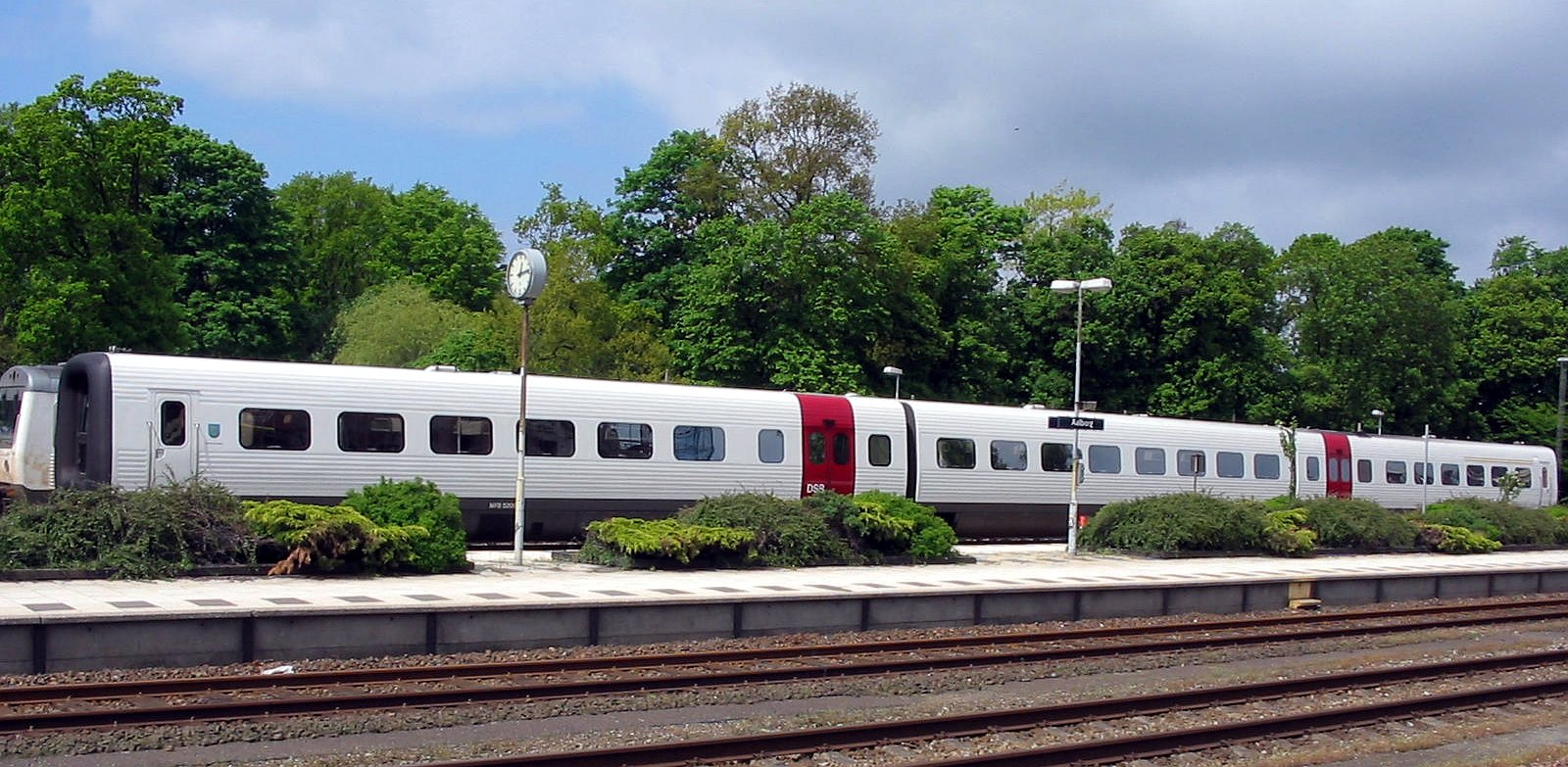
MF-Diesel- und ER-Elektro-Triebzüge sind die Intercity-Fahrzeuge in Dänemark

1974 nahmen die Danske Statsbaner (DSB) den stündlichen InterCity-Verkehr zwischen Kopenhagen und Aarhus auf, der durch Verbindungen in andere Teile Jütlands ergänzt wurde. Die InterCity-Züge ersetzten alle Lyntog (Blitzzüge), die aus Triebwagengarnituren der Baureihe MA sowie zwischenzeitlich auch MB und MS gebildet wurden. Diese Triebwagen kamen nun neben Zügen mit Lokomotiven und Reisezugwagen auf den InterCity-Strecken zum Einsatz.

### Deutschland

Intercity-Logo in Deutschland

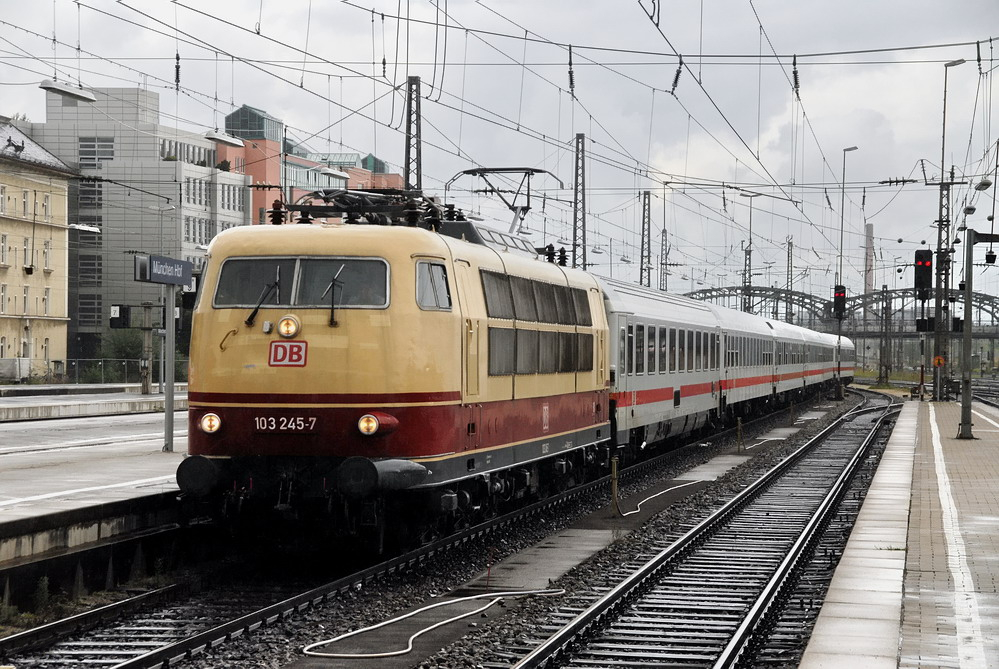
Als der InterCity von 1971 bis 1991 das Top-Angebot der DB war, prägten die Loks der Baureihe 103 in TEE-Lackierung sein Bild, hier 2008 mit deutschen IC-Wagen im heutigen Design in München

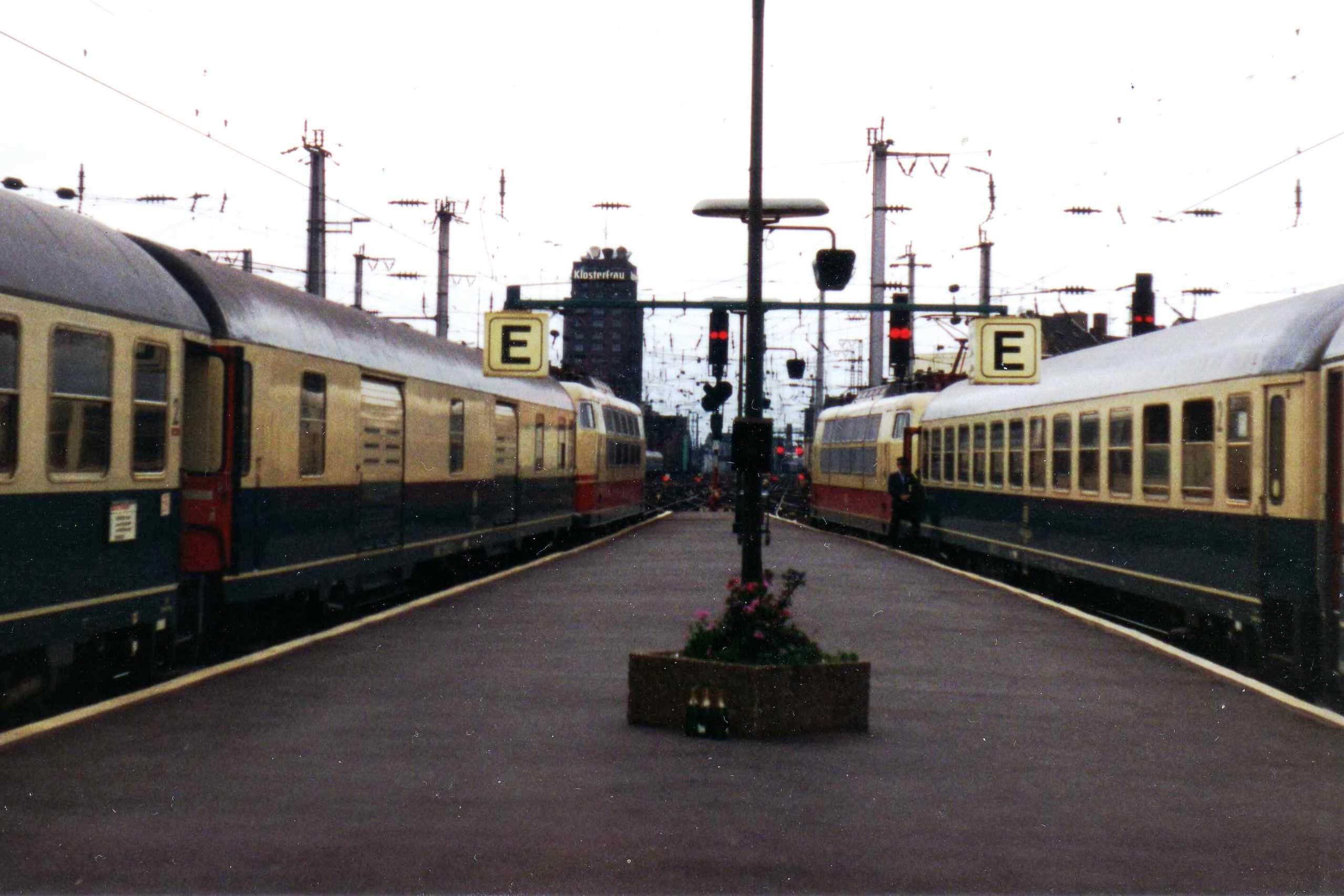
Wesentlich für das in den 1970er-Jahren konzipierte deutsche IC-Netz waren Taktfahrplan, regelmäßige Systemhalte und bahnsteiggleiche Anschlüsse in bestimmten Umsteigebahnhöfen, hier 1980 in Köln. Der linke Zug (IC 625 „Meistersinger“, Hannover – Wuppertal – Wiesbaden – München) führt als einer der wenigen (bis Nürnberg) einen Gepäckwagen, rechts IC 109 („Rheinpfeil“, Hamburg – Duisburg – Mainz – Basel SBB) mit Standard-Wagenreihung.

Die Deutsche Bundesbahn verwendete die Bezeichnung ab 1971 für besonders hochwertige, schnelle und weitgehend klimatisierte Züge, die nur die erste Klasse führten und auf damals vier festen Linien im Zweistundentakt große Städte Westdeutschlands bedienten. Dabei waren die Fahrpläne von Beginn an so gestaltet, dass in den wichtigen Knotenbahnhöfen Hannover, Dortmund, Köln, Mannheim und Würzburg jeweils zwei Züge verschiedener Linien gleichzeitig am selben Bahnsteig gegenüberstanden und so Umsteigeverbindungen mit minimalem Zeitverlust, aber größtmöglicher Anschlusssicherheit boten. In den genannten Bahnhöfen warteten die IC-Züge im Verspätungsfalle in der Regel bis zu 10 Minuten aufeinander (sogenannte IC-Korrespondenz-Anschlüsse).
Insbesondere die Einführung standardisierter Linien und Haltebahnhöfe sowie des Taktes war eine erhebliche Umstellung gegenüber den bisherigen Spitzenprodukten Trans-Europ-Express (TEE) für den internationalen und Fernschnellzug (F) für den nationalen Fernverkehr. Viele der ehemaligen TEE-Dieseltriebwagen der Baureihe VT 11.5 wurden statt im TEE-Verkehr nun im IC-Dienst eingesetzt. Sie trugen daher auf ihrer Stirnseite ein Blechschild mit der Aufschrift „InterCity“, das über das TEE-Emblem montiert war.
Die Grundidee des Intercity-Systems in Deutschland ging auf einen Vorschlag aus der Hauptverwaltung der Deutschen Bundesbahn vom April 1967 zurück, der auf die Einrichtung eines dichten innerdeutschen Schnelltriebwagennetzes zielte, das alle bedeutenden Wirtschaftszentren miteinander verbinden sollte. Ein Jahr später billigte der Vorstand der Deutschen Bundesbahn ein Betriebsprogramm. Ab Ende 1968 befasste sich eine Arbeitsgruppe mit technischen und kommerziellen Fragen. Ein darauf aufbauender, umfassender Vorschlag für ein Intercity-Netz wurde am 1. August 1969 vom Vorstand der DB gebilligt. Das Konzept wurde anschließend von den Oberbetriebsleitungen und den Bundesbahndirektionen in den bestehenden Fahrplan eingearbeitet. Aufgrund längerer Lieferzeiten für Reisezugwagen wurde der Beginn des Winterfahrplanabschnitts 1971/1972, am 26. September 1971, als Einführungstermin festgelegt. IC-Züge ersetzten teilweise ehemalige Schnellzüge und unterscheiden sich vom übrigen Eisenbahnverkehr durch besseres Wagenmaterial, höhere Geschwindigkeit und weniger Unterwegshalte. In den ersten Jahren verkehrten die IC-Züge im 2-Stunden-Takt und führten ausschließlich die erste Wagenklasse, auf mehreren Abschnitten wurden 200 km/h gefahren.
Gleichwohl war die Vorbereitungszeit zu kurz gewesen. Das Projekt konnte wegen der bereits laufenden Werbekampagne aber nicht mehr verschoben werden. So startete der InterCity-Verkehr in einem schwierigen Umfeld (1971 verzeichnete die DB eine „Schwarze Serie“ schwerer Unfälle) und mit ungenügendem Fahrzeugpark. Der Vorrang der IC-Züge vor allem anderen Verkehr ließ den Fahrplan durcheinandergeraten. Eine Welle von Dauerverspätungen war die Folge. Die rücksichtslose Bevorzugung der IC-Reisenden vor anderen Nutzern der Bahn war drastisch: So wurde auch mal ein eigener Zug eingesetzt, um zwei IC-Reisende, die ihren Anschluss verpasst hatten, ans Ziel zu bringen. An anderer Stelle fehlten dann Lokomotiven und „normale“ Züge konnten nicht abfahren. Das brachte der Deutschen Bundesbahn harsche Kritik ein.
Am 27. Mai 1979 wurde mit dem Slogan „jede Stunde, jede Klasse“ die Frequenz auf einen Stundentakt verdichtet und die zweite Wagenklasse in allen InterCity-Zügen eingeführt, nachdem versuchsweise schon ab 1976 auf der IC-Linie 4 (Bremen–München) einzelne Züge die zweite Klasse führten und seit 28. Mai 1978 als „Generalprobe“ ein angenäherter Stundentakt aus zweiklassigen IC-Zügen zwischen Hamburg und Köln (Teil der Linie 1) angeboten wurde. Dies war erneut eine tiefgreifende Umstellung: weil in der zweiten Klasse wesentlich mehr Fahrgäste reisten als in der ersten Klasse, wurden die Züge erheblich länger, schwerer und die Anforderungen an Motorisierung und Fahrplangestaltung höher. Die für einen auf 200 km/h Spitzengeschwindigkeit ausgelegten strengen Taktfahrplan zu langsamen TEE-Dieseltriebwagen der Baureihe 601 und die neuen schnellen, aber kurzen IC-Triebwagen der damaligen Baureihe 403 mussten daher 1979 aus dem IC-Dienst ausscheiden.
Von den Anfangszeiten des InterCity bis weit in die 1990er Jahre wurden IC-Züge in der Regel durch Elektrolokomotiven der Baureihe 103 gezogen. Diese Lokomotiven wurden nach und nach von den Baureihen 120 (Inbetriebnahme 1988) und 101 (1996) abgelöst.
Weitere Merkmale des Konzepts IC ’79 waren die sogenannte Blockzugbildung, also die strenge Gliederung der IC-Züge in einen Teil erster Klasse und einen (längeren) Teil zweiter Klasse, getrennt bzw. verbunden durch den Speisewagen. In den fünf oben genannten Korrespondenzbahnhöfen mit bahnsteiggleichem Anschluss standen sich jeweils die Wagen erster und zweiter Klasse direkt gegenüber. Auch sonst wurde alles unternommen, um die Haltezeit zu minimieren, so führten die IC-Züge in der Regel weder die damals fast in allen Fernzügen anzutreffenden Gepäckwagen noch Bahnpostwagen, wodurch es kein zeitraubendes Ladegeschäft mehr während der knapp bemessenen Halte gab. (In Gepäckwagen wurde damals Reisegepäck befördert, das die Fahrgäste gegen Entgelt per Bahn an ihren Zielort verschickt hatten; es wurde von Bahnpersonal umgeladen. In Postwagen wurden Briefe und Pakete befördert; während der Unterwegshalte wurden diese ebenfalls ein- und ausgeladen.)
Da das IC-Netz durch seine schlagartige Verdichtung 1979 (und durch eine weitere Verdichtung 1985) einige der bisherigen Schnellzug-Verbindungen übernommen hatte, die Schnellzüge aber teilweise internationale Relationen bedient hatten, wurden ab 1979 auch einzelne Intercitys ins Ausland verlängert. Von 1987 an wurden diese als EuroCity bezeichnet.
Mit dem Einsatz des Intercity-Express (ICE) ab Juni 1991 verlor die nunmehr Intercity geschriebene Zuggattung ihren Status als Spitzenprodukt der Bahn. In Deutschland war von der Einführung 1971 an bei Benutzung eines Intercitys ein entfernungsunabhängiger Zuschlag zur eigentlichen Fahrkarte zu zahlen, was vor allem dazu diente, Kurzstreckenreisende (z. B. Duisburg – Essen, 20 km) möglichst auf andere Züge zu lenken. Für den ICE hingegen galten von Anfang an spezielle relationsabhängige Fahrpreise. Mit der Einführung des neuen Preissystems im Dezember 2002 wurde nun auch der IC-Zuschlag umgewandelt in einen eigenen Tarif, hier gilt der IC nunmehr als eigene Produktklasse (B) zwischen ICE (A) und Regional-/Nahverkehrszügen (C).
Ab 2002 wandelte die DB zudem einen Teil der verbliebenen Interregio-Züge in Intercity-Züge um, womit der IC nun auch auf nachrangigen Fernverbindungen eingesetzt wird oder Hauptstrecken mit deutlich häufigeren Unterwegshalten bedient. (Beispielsweise halten heute die vom ursprünglichen IC-Netz übrig gebliebenen Züge auf den 94 Kilometern zwischen Köln und Koblenz nur in Bonn, die aus IRs entstandenen ICs hingegen zusätzlich in Remagen und in Andernach, ihr durchschnittlicher Haltestellenabstand ist also halb so groß.)
Bis 2023 führten die Deutschen InterCitys in vielen Verbindungen einen Bistrowagen (Halbspeisewagen); vor 2014 gehörten in der Regel reine Speisewagen zum Angebot von Intercity-Zügen. 2023 wurden die Bistrowagen der Gattung ARkim(m)bz wegen veralteter Drehfalttüren gänzlich abgestellt. Stattdessen wird eine Minibar und/oder ein „Abteilverkauf“ (Nutzung eines Abteils zum Verkauf von Getränken und kleinen kalten Speisen) zur Versorgung der Reisenden angeboten. Der Intercity 2 hat grundsätzlich kein Bistro.

### Frankreich

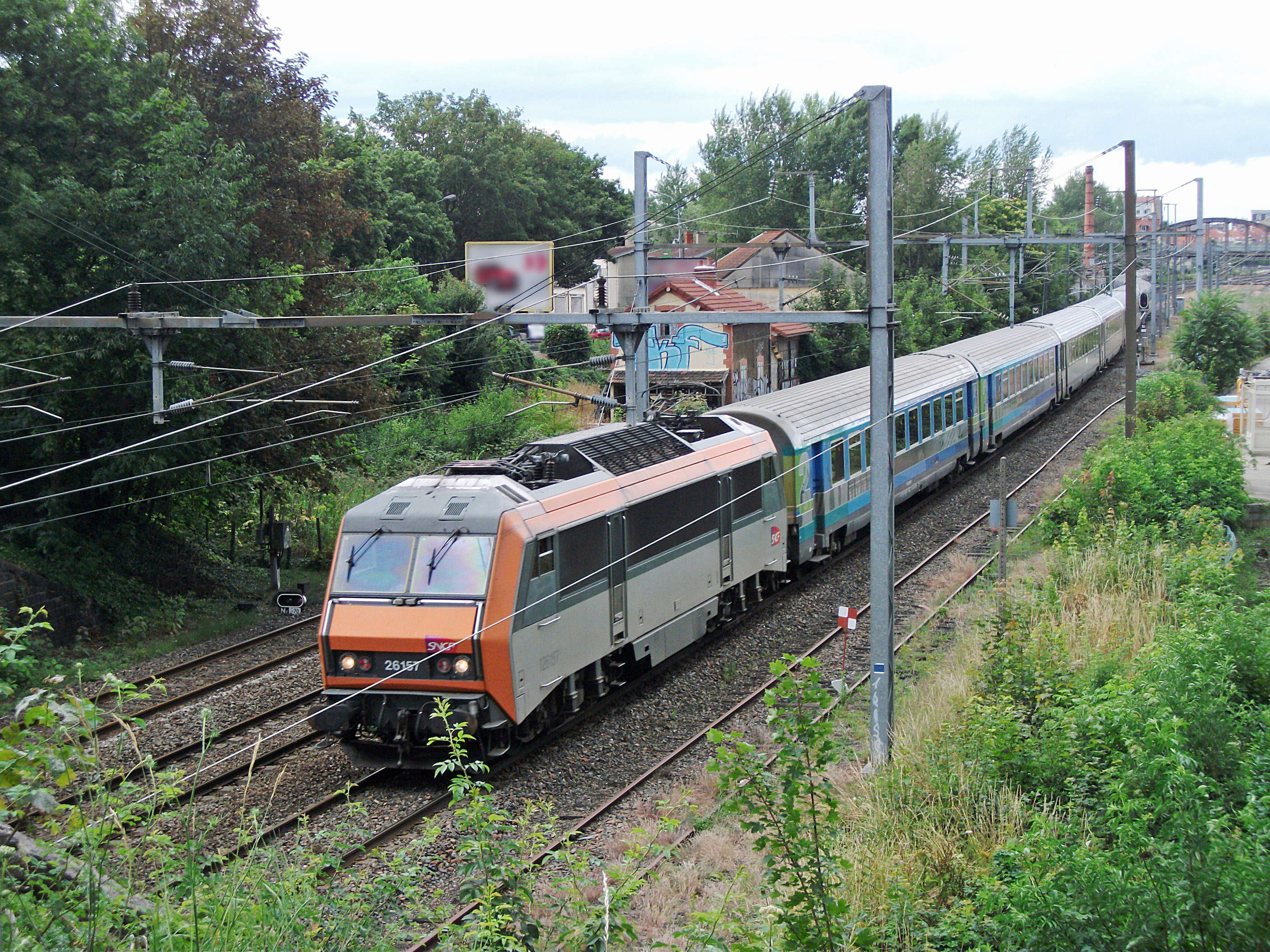
Ein französischer Intercités auf der Fahrt nach Clermont-Ferrand

In Frankreich werden seit 2006 die klassischen Tagesfernzüge als Intercités bezeichnet. Sie befahren keine Schnellfahrstrecken und erreichen auf einigen Abschnitten bis zu 200 km/h. Einige modernisierte Tageszüge – bis 2012 als Téoz vermarktet – bieten Bordservice mit Mahlzeiten am Platz. Ein strenger (Stunden-)Takt gehört in Frankreich allerdings traditionell nicht zum Fernzugangebot.
Seit 2012 wird für innerfranzösische Nachtreisezüge mit Liegewagen ebenfalls der Name Intercités verwendet, die vollständige Bezeichnung ist Intercités de nuit. Davor wurden die Nachtverbindungen als Lunéa vermarktet. Die Nachtzüge führen einen Servicewagen mit Snackautomaten.
Aufgrund des großen Erfolgs der TGVs auf Schnellfahrstrecken sowie der ab 2016 schrittweisen Übergabe vieler Intercité-Verbindungen in die Regie der regionalen staatlichen Bahngesellschaften (Transport express régional (TER)) reduzierte sich die Zahl der unter der Marke Intercité verkehrenden Zugleistungen in den letzten Jahren sehr deutlich.
Die meisten Intercités sind aus Corail-Wagen gebildet, auf einigen Strecken werden Triebwagenzüge der Reihen B 82500, Z 26500, X 72500, X 73500, Z 26500 und seit 2016 B 85000 eingesetzt. Mittelfristig sollen die X 73500 von komfortableren Dieseltriebwagen abgelöst werden.

### Irland

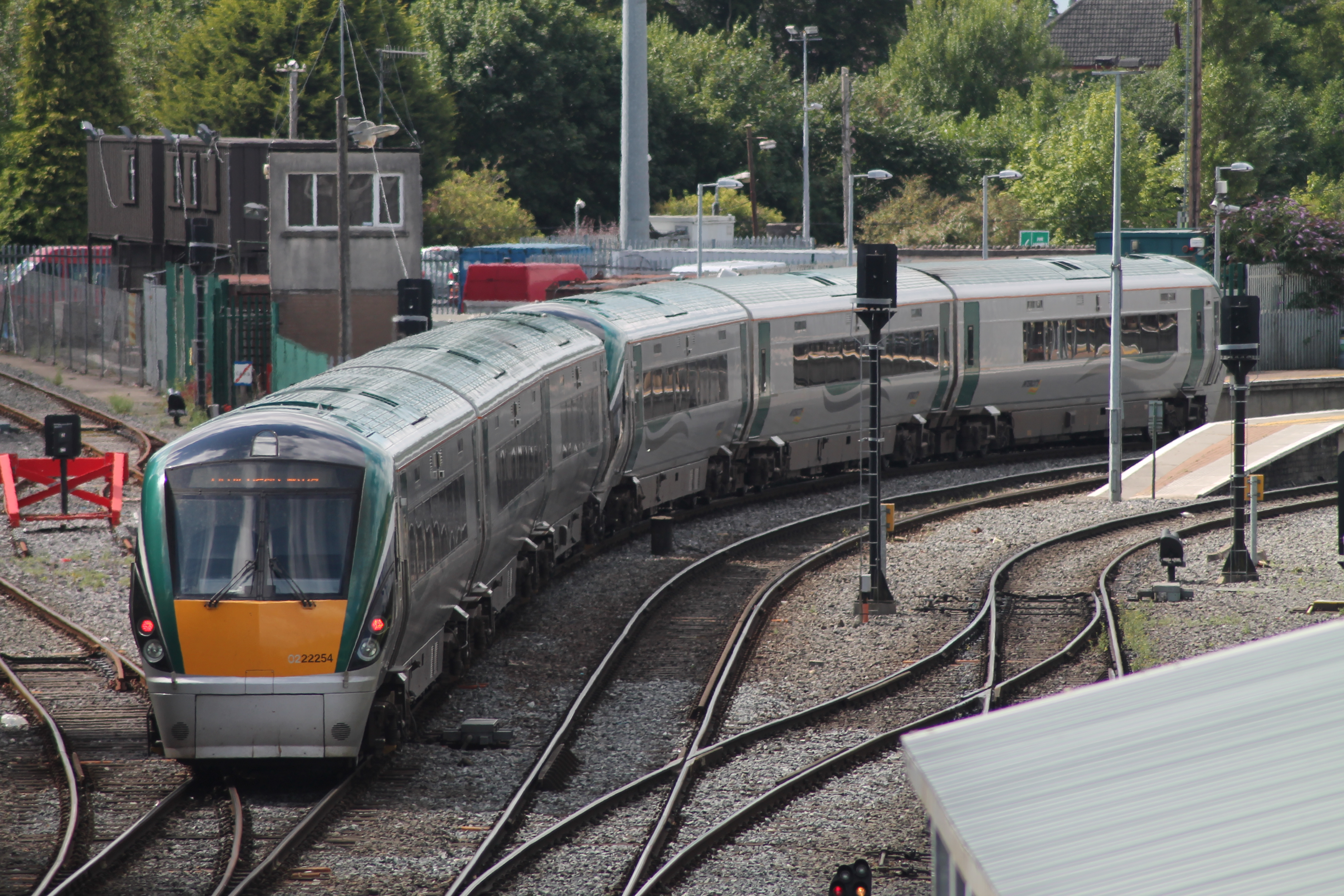
InterCity aus zwei Dieseltriebzügen der 22000 Class in Drogheda

InterCity ist die Bezeichnung für die Fernzüge des staatlichen irischen Eisenbahnunternehmens Iarnród Éireann innerhalb der Republik Irland sowie nach Nordirland. Sie verkehren in den Hauptrelationen Dublin Heuston–Cork und Dublin Connolly–Belfast sowie von Dublin nach Galway, Limerick, Rosslare, Tralee, Sligo, Waterford und Westport.

### Italien
Nachdem das Fernzugangebot in Italien bis in die 1980er Jahre aus einer Vielzahl individueller Zugläufe in unregelmäßigen Zeitlagen bestanden hatte, begann die Italienische Staatsbahn, dem europaweiten Trend folgend, ebenfalls, ihr Fernnetz zu systematisieren. Die Zuggattung Intercity trat bereits 1980 auch in Italien in geringem Umfang auf, im Wesentlichen bei internationalen Zügen. Zum Sommer 1985 wurde als „Prototyp“ auf den Strecken Turin – Mailand – Venedig und Mailand – Genua ein recht konsequent durchgehaltener Zweistundentakt mit Intercity-Zügen aufgenommen. Ein landesweites Takt-Netz ließ jedoch noch auf sich warten, so verkehrten im Sommer 1986 in Italien insgesamt nur 20 IC-Zugpaare, davon 16 inneritalienische auf den beiden vorgenannten Strecken (teilweise verlängert bis Triest bzw. Sestri Levante oder mit Kurswagen ins Ausland) und 4 internationale (Marseille, Dortmund über Brenner, Dortmund und Hamburg über Gotthard). In großem Maßstab wurde ein vertakteter Intercity-Verkehr erst zum 31. Mai 1987 nach der weitgehenden Fertigstellung der zentralen Schnellstrecke Rom – Florenz (Direttissima) eingeführt, unter anderem auf der aufkommensstärksten Verbindung Mailand – Bologna – Florenz – Rom. Dort galt ab 1987 grundsätzlich ein Stundentakt, der aber zu manchen Tageszeiten noch Lücken von mehreren Stunden aufwies. Vom selben Zeitpunkt an wurden die internationalen vertakteten Züge in ganz Westeuropa einheitlich als EuroCity bezeichnet. Im Laufe der nächsten Jahre wurde das italienische IC-Netz erweitert und viele Taktlücken sukzessive geschlossen, andererseits wurde der strenge Takt auf den „Keimzellen“-Strecken rund um Mailand teilweise wieder aufgeweicht.

### Kamerun
In Kamerun bietet Camrail die Zuggattung „Intercity“ an, ausschließlich auf der Bahnstrecke Douala–Ngaoundéré. Diese Intercity sind die einzigen Züge im Personenverkehr auf dieser Strecke zwischen Douala und Yaoundé, bieten zwei Wagenklassen, erste Klasse und „Premium“, und verkehren ohne planmäßigen Halt zwischen den beiden Städten. Täglich werden zwei Zugpaare angeboten.
Am 21. Oktober 2016 entgleiste beim Eisenbahnunfall von Éséka der Intercity 152, wobei 79 Menschen ums Leben kamen und mindestens 600 weitere verletzt wurden.

### Niederlande

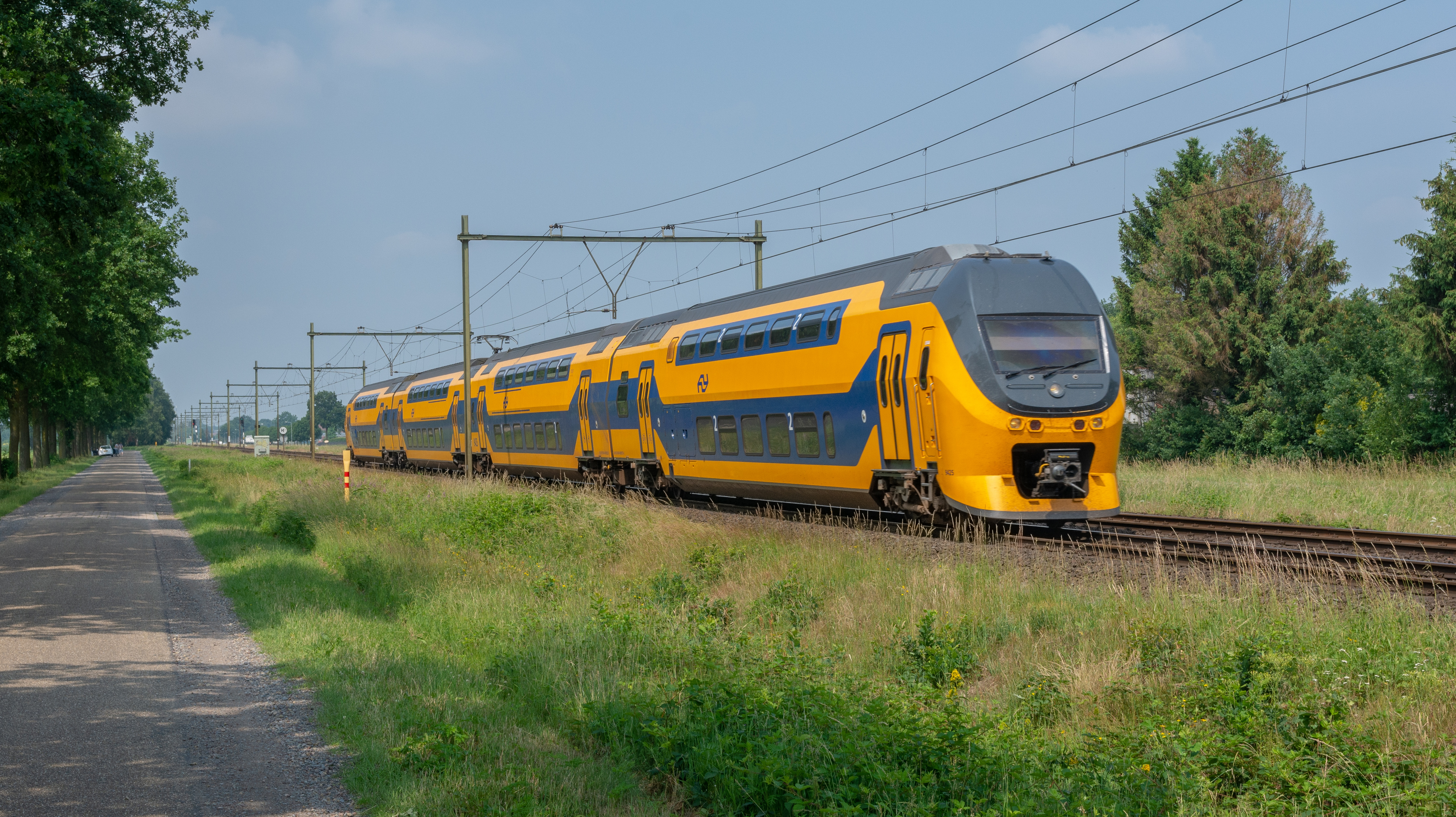
Intercity-Doppeldecker

In den Niederlanden wurden schon kurz nach dem Zweiten Weltkrieg viele Strecken in einem mehr oder weniger streng eingehaltenen Takt befahren, auch zahlreiche nationale Fernverbindungen. In Bezug auf landesweite Taktfahrpläne waren die Niederlande in den 1960er-Jahren sogar Großbritannien, dem Mutterland des Intercity, voraus. 1970 führte die Niederländische Staatsbahn das Konzept Spoorslag ’70 (sinngemäß etwa „Bahnknaller“) ein, welches unter anderem beinhaltete, dass jede Strecke an allen Wochentagen mindestens stündlich befahren wurde und Anschlüsse in den Knotenbahnhöfen optimiert wurden. Im Rahmen dieses Konzepts führte man auch den Markennamen Intercity für die vertakteten nationalen Fernverkehrszüge ein, der sich bis heute gehalten hat. Die Umsteigebeziehungen wurden in den Niederlanden nicht nur durch passende Anschlüsse im Fahrplan optimiert, sondern auch dadurch, dass in zahlreichen Knotenbahnhöfen lange Bahnsteige in zwei Hälften aufgeteilt wurden, so dass an einem Bahnsteig bis zu vier mäßig lange Züge halten können und man zwischen diesen rasch und ohne Treppen oder Aufzüge umsteigen kann. Sämtliche Intercityzüge werden durch die NS betrieben. Regionalzüge werden von den Provinzen ausgeschrieben und zumeist an private Gesellschaften vergeben.

### Österreich
In Österreich werden Tagesfernzüge des Inlandverkehrs der ÖBB als InterCity bezeichnet, soweit sie nicht als railjet geführt werden. InterCity-Züge führen Wagen erster und zweiter Klasse, die mit Ausnahme der Steuerwagen in einigen Wendezügen und ggf. Verstärkungswagen klimatisiert sind. Das Wagenmaterial besteht überwiegend aus Eurofima-Wagen sowie verwandten Bauarten (druckertüchtigte EC-Wagen und Modularwagen). Zur Verpflegung gibt es in der Regel ein mobiles Bordservice mit Minibar-Servierwagen. Meistens wird Fahrradbeförderung angeboten, teilweise gibt es für alleinreisende Frauen ein Damenabteil und für Mütter ein Stillabteil. Ein Zugpaar zwischen Graz und Salzburg wird als Zwischenverwendung mit einer deutschen InterCity-Garnitur geführt und ist mit Bordbistro ausgestattet. Von 2003 bis 2013 wurden InterCity-Züge mit modernisierten Wagen als ÖBB-InterCity bezeichnet.

### Portugal

Intercidades-Streckenplan (2013)

Die staatliche portugiesische Bahngesellschaft Comboios de Portugal (CP) führte die Gattung Intercidades 1988 ein, um neben der Verbindung Lissabon-Porto auch weitere Städte im Land schneller und komfortabler zu verbinden. Im Laufe der 1990er Jahre wurden einige Intercidades-Verbindungen wieder eingestellt. 2006 bestanden noch 34 Verbindungen, die fast ausschließlich mit Lokomotiven der CP-Baureihe 5600 gefahren wurden. Ab Ende 2014 wurde auch auf den Intercidades-Verbindungen kostenloser Wi-Fi-WLAN-Internetzugang eingerichtet. In der Regel können in Intercidades auch Fahrräder mitgenommen werden.
Zuletzt bestanden Intercidades-Verbindungen auf acht Hauptachsen:
- IC Norte: Lissabon Santa Apolónia – Porto-Campanhã (Linha do Norte)
- IC Norte: Lissabon Santa Apolónia  Braga (Linha do Norte, Ramal de Braga)
- IC Norte: Lissabon Santa Apolónia – Guimarães (Linha do Norte, Linha de Guimarães)
- IC Norte: Lissabon Santa Apolónia – Valença (Linha do Norte, Linha do Minho)
- IC Beira Alta: Lissabon Santa Apolónia – Guarda (Linha da Beira Alta)
- IC Beira Baixa: Lissabon Santa Apolónia – Covilhã (Linha da Beira Baixa)
- IC Sul: Lissabon Oriente – Faro (Linha do Sul)
- IC Alentejo: Lissabon Oriente – Évora (Linha do Alentejo, Linha de Évora)
- IC Alentejo (Shuttle): Casa Branca – Beja (Linha do Alentejo)

### Schweiz

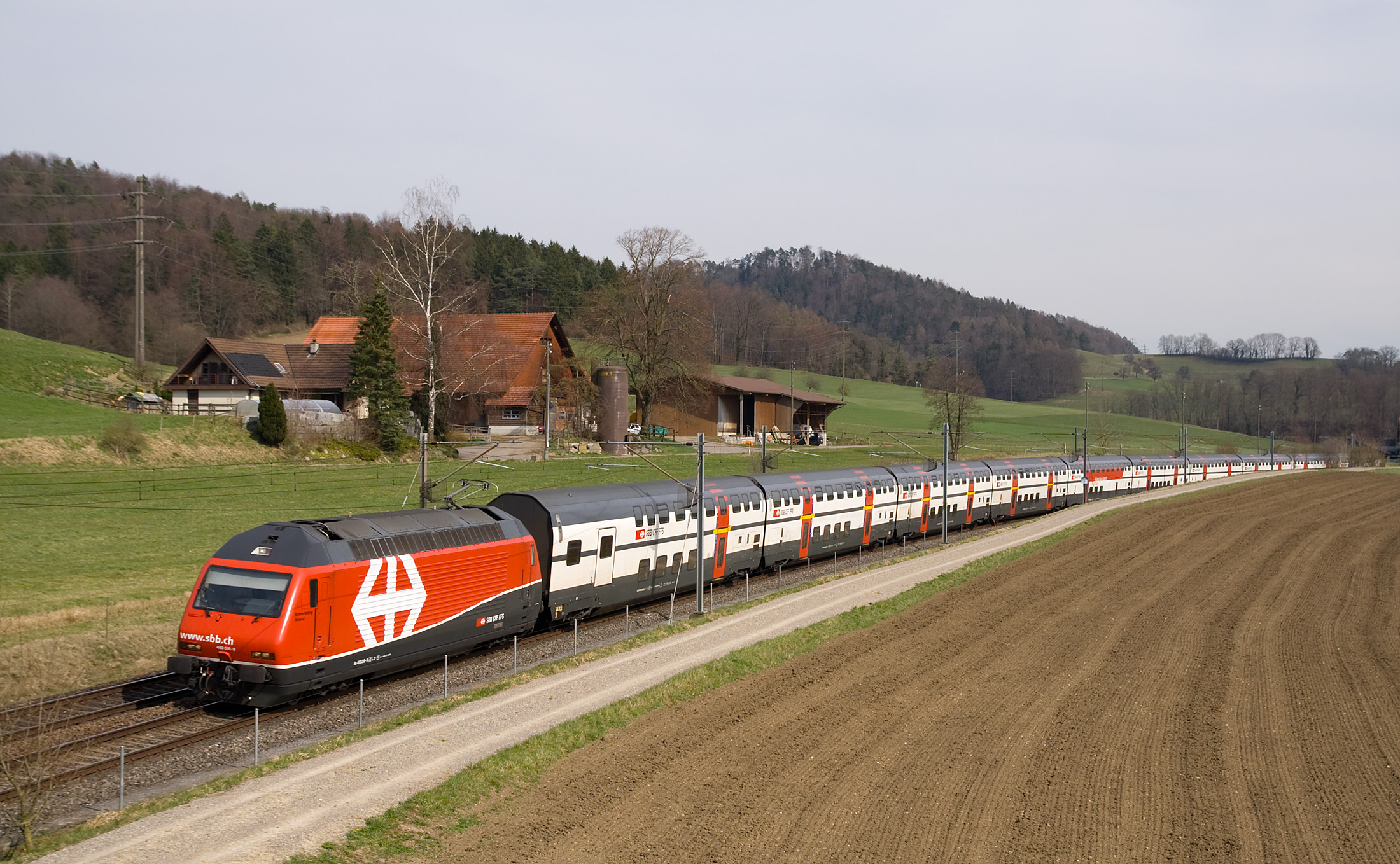
In der Schweiz werden auch Doppelstockwagen im InterCity-Verkehr eingesetzt

In der Schweiz löste der InterCity (Logo: ) bei der Einführung des Taktfahrplans 1982 die Städteschnellzüge ab, die bis dahin auf der Ost-West-Achse mit klimatisierten Swiss-Express-Wagen verkehrten. Die klimatisierten Wagen galten als Unterscheidungsmerkmal gegenüber den einfachen Schnellzügen. Bei der Einführung des Intercity waren es nur vereinzelte Wagen, da sich die Einheitswagen IV noch in Ablieferung befanden und 1982 erst wenige Erste-Klasse-Wagen zur Verfügung standen. Später wurde der Pflichtanteil an klimatisierten Wagen in einer IC-Stammkomposition (d. h. ohne Verstärkungswagen) auf „mindestens 80%“ festgelegt.
Heute werden Intercityzüge in der Schweiz aus EW IV oder IC2000-Doppelstockwagen gebildet, meistens als Pendelzug, teils auch mit Verstärkungsmodulen aus einer weiteren Lok mit Mittel- und Steuerwagen. Seit 2018 werden neue Doppelstocktriebzüge RABe 502 eingesetzt. Die Züge führen Speisewagen oder Minibar.

### Ungarn
InterCitys verkehren in Ungarn von der Hauptstadt Budapest aus zu nationalen und internationalen Zielen.

### Vereinigtes Königreich
Erstmals wurde die Bezeichnung InterCity für schnell fahrende Züge in Großbritannien bei den British Railways 1966 eingeführt.

## Abgeleitete Markenbezeichnungen
Die Post- bzw. Güterverkehrsgattungen ExprIC und Parcel InterCity (PIC) entstanden in Anlehnung an die Gattung Intercity. Hier soll jedoch lediglich besondere Schnelligkeit gegenüber den anderen Güterzügen ausgedrückt werden; von einem Linien-System mit Taktfahrplan kann keine Rede sein, da es sich nur um einzelne Zugpaare handelte, die im Nachtsprung auf relativ weiten nationalen Strecken (z. B. Hamburg – München) spezielle Bahnpostwagen (ExprIC mit 200 km/h) bzw. Container (PIC mit 140–160 km/h) ans Ziel brachten.
Gleiches gilt für den InterCityNight der Deutschen Bahn, einen besonders komfortablen Nacht-Fernzug mit Neigetechnik, der von 1994 an einige Jahre unter diesem Namen vermarktet wurde, um seine Hochwertigkeit gegenüber den, damals als Schnellzug klassifizierten, herkömmlichen Nachtzügen zu betonen. Die Nachfolge bilden derzeit überwiegend gewöhnliche Intercity oder Intercity-Express-Verbindungen und der ÖBB Nightjet. Ebenso gibt es noch heute (Stand Jahresfahrplan 2016) in Italien Nachtzüge, die als InterCityNotte (ICN) vermarktet werden.